# Famille de Mellet
La famille de Mellet est une famille de noble originaire de La Tour-de-Peilz.

## Histoire
La famille est citée pour la première fois en 1228 ou en 1328. Un autre source parle du XIIIe siècle.
Pierre de Mellet est le premier membre à être qualifié de noble, dès 1520,.
Nicolas de Mellet est châtelain de La Tour-de-Peilz en 1688 et banneret en 1704.
Louis Philippe de Mellet a été banneret de Vevey. Selon les sources, il est à la tête de la municipalité de cette ville de 1784 à 1809 ou alors seulement de 1799 à 1802 et serait mort en 1806.
La famille est éteinte depuis 1891.

## Armoiries
Les armes de la famille sont : D'argent à un mélèze de sinople, issant de trois coupeaux de montagne du même, côtoyé d'un bouquetin de sable, appuyé à senestre contre l'arbre. ou D'argent à un bélier de sable dressé en pieds contre un arbre de sinople, fûté du second, le tout soutenu de trois coupeaux de sinople.